# Khourama (Zangilan)
Khourama est un village de la région de Zangilan en Azerbaïdjan.

## Histoire
En 1993-2020, Khourama était sous le contrôle des forces armées arméniennes. Le 21 octobre 2020, le village de Khourama a été restitué sous le contrôle de l'Azerbaïdjan.